# Landkreis Diepholz
Landkreis Diepholz är ett distrikt (Landkreis) i det tyska förbundslandet Niedersachsen.

## Administrativ indelning
I förvaltningsrättslig mening finns i modern tid ingen skillnad mellan begreppet Stadt (stad) gentemot Gemeinde (kommun). 

### Einheitsgemeinden
| - Bassum (stad) - Diepholz (stad) | - Stuhr - Sulingen (stad) | - Syke (stad) - Twistringen (stad) | - Wagenfeld - Weyhe |

### Samtgemeinden
| - Samtgemeinde Altes Amt Lemförde - Samtgemeinde Barnstorf | - Samtgemeinde Bruchhausen-Vilsen - Samtgemeinde Kirchdorf | - Samtgemeinde Rehden - Samtgemeinde Schwaförden | - Samtgemeinde Siedenburg |

1. ↑  GeoNames, 2005, Geonames-ID: 3221024, läs online och läs online.[källa från Wikidata]
2. ↑  läs online, www1.nls.niedersachsen.de .[källa från Wikidata]
3. ↑  hämtat från: tyskspråkiga Wikipedia.[källa från Wikidata]